# Estadio Pedra Moura
El estadio Pedra Moura es un estadio de fútbol, ubicado en Bagé, propiedad del Grêmio Esportivo Bagé. Su capacidad es de 3 000 espectadores.

## Historia
El estadio Pedra Moura ha sido siempre parte de la historia del club. Incluso en los años 20, el club ya sediava sus juegos en el estadio.
Fue adquirido por el club de forma permanente en el 24 de abril de 1934 siendo el vendedor Tristán Riet, que vivía en Montevideo.

### Inauguración
El primer partido en este estadio fue un amistoso entre Bagé y Gabrielense, que terminó en un empate, 1 x 1. El primer gol lo marcó Argeu, jugador de Bagé.